# Monica Nappo
Monica Nappo (Nápoles, 20 de febrero de 1971) es una actriz, directora de teatro y comediante italiana.

## Biografía
Comenzó a trabajar en el teatro desde muy joven: a los 18 años abrió un pequeño teatro en Nápoles con unos compañeros de escuela y a los 21 ganó un concurso nacional de comediantes, el Zanzara d'Oro.
Trabajó con Mario Martone, Cesare Lievi y luego de manera permanente en la compañía de Toni Servillo, durante más de 10 años. Fue la primera actriz en Italia en interpretar 4:48 Psychosis de Sarah Kane. Paralelamente a su actividad como actriz también ha trabajado como directora de teatro, siendo la primera en Italia en poner en escena textos de Tony Kushner y de su exmarido, el inglés Dennis Kelly.
En el cine debutó en 2000 en la película de Matteo Garrone Estate romana y ha trabajado con directores como Paolo Sorrentino, Ferzan Özpetek, Woody Allen o Ridley Scott.

## Filmografía

### Cine
- Estate romana, de Matteo Garrone (2000)
- Non è giusto, de Antonietta De Lillo (2001)
- Un hombre de más (L'uomo in più), de Paolo Sorrentino (2001)
- Agata e la tempesta, de Silvio Soldini (2004)
- Una moglie bellissima, de Leonardo Pieraccioni (2007)
- Cosa voglio di più, de Silvio Soldini (2010)
- W Zappatore, de Massimiliano Verdesca (2010)
- La kryptonite nella borsa, de Ivan Cotroneo (2011)
- Magnifica presenza, de Ferzan Özpetek (2012)
- A Roma con amor (To Rome with Love), de Woody Allen (2012)
- Il Natale della mamma imperfetta, de Ivan Cotroneo (2013)
- Ho ucciso Napoleone, de Giorgia Farina (2015)
- Todo el dinero del mundo (All the Money in the World), de Ridley Scott (2017)
- Una cosa mia, de Giovanni Dota - cortometraje (2019)
- Fue la mano de Dios (È stata la mano di Dio), de Paolo Sorrentino (2021)
- La casa Gucci (House of Gucci), de Ridley Scott (2021)
- Amanda, de Carolina Cavalli (2022)
- Diversi come due gocce d'acqua, de Luca Lucini (2022)
- Il Ballo, de Susy Laude - cortometraje (2022)

### Televisión
- Sábado, domingo y lunes (Sabato, domenica e lunedì), de Paolo Sorrentino – telefilme (2004)
- Il vizio dell'amore – serie de televisión (2006)
- Pulling – serie de televisión (2009)
- I delitti del cuoco – serie de televisión (2010)
- Sirene, de Davide Marengo – serie de televisión (2017)
- The Comedians, de Luca Lucini – serie de televisión (2017)
- Los bastardos de Pizzofalcone, de Alessandro D'Alatri – serie de televisión (2018)
- Imma Tataranni - Sostituto procuratore, de Francesco Amato – serie de televisión (2019)
- Diversi come due gocce d'acqua, de Luca Lucini – telefilme (2022)